# Mädchen hinter Gittern (1965)
Mädchen hinter Gittern ist ein deutscher Spielfilm aus dem Jahre 1965 mit Heidelinde Weis und Harald Leipnitz in den Hauptrollen.

## Handlung
Viele der noch minderjährigen Mädchen sind an diesem Ort gestrandet: die eine, so wird gemunkelt, habe sich prostituiert, die andere, die etwas kompakte Uschi, ist ein notorischer Langfinger und wurde hierhin eingeliefert, weil sie als Diebin rückfällig geworden ist. Lydia, so wird gelästert, schnappe sich alle Kerle, die nicht bei 3 auf dem Baum sind. Monika wiederum ist an diesem unwirtlichen Fleckchen wegen Kuppelei gelandet, nachdem sie in ihrer Schule Mitschülerinnen an zahlungskräftige Typen vermittelt hat, und Berta hat sich der schweren Körperverletzung schuldig gemacht. Karin, so weiß die dralle Uschi zu berichten, habe den „alten“ Anstaltspfarrer herausgeekelt. Sie ließ es so aussehen, als habe sie es mit ihm getrieben. Ein frühreifes, verdorbenes Früchtchen also, befindet Uschi nicht ganz ohne Hochachtung. Dieser Ort hier, das ist eine Erziehungs- bzw. Fürsorgeanstalt für auf den schiefen Weg geratene junge Mädchen. Eingezäunt und weggesperrt, sind sie alle Mädchen hinter Gittern. Hinter den rauen Schalen dieser oft rotzig daherkommenden jungen Frauen scheint sich aber oft ein durchaus weicherer Kern zu verbergen. Und den soll der avisierte Jungpfarrer Johannes freilegen, der von den Mädchen sehnsüchtig erwartet wird.
Johannes Skornia, der neue Anstaltsgeistliche, ist das absolute Gegenteil der auf die Mädels verknöchert wirkenden Anstaltsleitung. Er sieht gut aus, spielt Gitarre und ist auch sonst recht locker drauf. Schon bei der ersten Begegnung trifft er den Rabaukinnen gegenüber den richtigen Ton. Bald erkennt „der Neue“, dass Karin sein schwerster Fall zu werden scheint. Sie bleibt verschlossen, lässt niemanden, auch nicht ihre Mitgefangenen, so recht an sich heran. Ihre Geschichte ist wohl die dramatischste: Sie sitzt hier ein, weil sie des Totschlags verdächtigt wird. Ihre ruppig-herausfordernde Art verschreckt Johannes jedoch nicht, vielmehr sieht er Karins Fall als Herausforderung an. Das Mädchen raucht Marihuana und ist auch sonst kaum bereit, sich den Spielregeln unterzuordnen. Dem Anstaltspriester gelingt es im Laufe der Zeit nicht nur, sie zu öffnen, sondern er bringt sie auch von den Drogen weg. Als sich eines Tages herausstellt, dass Karin des ihr zur Last gelegten Verbrechens nicht schuldig ist, wird sie entlassen. Bei den zurückbleibenden Mädchen hinter Gittern keimt daraufhin die Hoffnung auf, dass sich auch für sie irgendwann die Tore in die Freiheit öffnen werden.

## Produktionsnotizen
Mädchen hinter Gittern wurde vom 19. Mai bis zum 25. Juni 1965 in den CCC-Studios in Berlin-Spandau gedreht. Die Uraufführung des Films fand am 20. August 1965 in mehreren deutschen Städten statt.
Die Herstellungsleitung hatte Götz Dieter Wulf, die Produktionsleitung Peter Hahne. Die Filmbauten entwarf Heinrich Weidemann, die Kostüme Ingrid Zoré. Für Uta Levka war der Part der rebellischen Martina die erste größere Sprechrolle ihrer Karriere, für die beiden Film- und Theaterveteraninnen Adelheid Seeck und Ursula Herking ihre Abschiedsvorstellungen beim Kinofilm.
Mädchen hinter Gittern ist kein Remake des gleichnamigen CCC-Films Artur Brauners aus dem Jahre 1949.

## Kritik
Das Lexikon des Internationalen Films schreibt: „Mit spekulativen Randszenen garniertes Kolportagedrama.“
Der Evangelische Film-Beobachter zieht folgendes Fazit: „Ein weiterer deutscher Problemfilm über die verworfene und abgeglittene Jugend, direkt aus der Mädchenfürsorgeanstalt geliefert. Kein Klischee wird ausgelassen, Moral gibt es en masse. Ein überflüssiges und jeder weiteren Diskussion unwertes Produkt.“